# Шевченківський національний заповідник
Шевче́нківський націона́льний запові́дник у Ка́неві — перший в Україні історико-культурний заповідник, удостоєний статусу національного. Розташований за 4 км на південь від центру Канева.
Загальна площа заповідника — 45 га, межує з Канівським природним заповідником.
У складі заповідника — 8 пам'яток культурної спадщини.

## Історія
Новітня історія Чернечої гори в Каневі почалася 22 травня 1861 року, коли тут поховали Тараса Шевченка — за його заповітом. Відразу ж канівці перейменували гору на Тарасову.
Влітку 1884 р. на Тарасовій горі народним коштом збудували перший народний музей Кобзаря — «Тарасову світлицю», впорядкували його могилу, встановили монументальний чавунний пам'ятник-хрест за проектом академіка архітектури Віктора Сичугова.
10 червня 1918 року Рада Міністрів Української Держави визнала могилу Тараса Шевченка національною власністю.
Заповідник було створено у серпні 1925 року.
Протягом 1935–1937 рр. було збудоване приміщення музею Т. Г. Шевченка.
Сучасного вигляду Шевченківський меморіал набув влітку 1939 року з установленням на могилі Кобзаря величного бронзового пам'ятника (скульптор Матвій Манізер, архітектор Євген Левінсон) і спорудженням літературно-меморіального музею (архітектори Василь Кричевський і Петро Костирко, комісію з прийому пам'ятника очолював Йосип Каракіс). Відкриття пам'ятника відбулося 18 червня 1939 року.
Музейний ансамбль доповнив гранітний комплекс сходження (1977) і відтворена 1991 року «Тарасова світлиця».
Постановою Ради Міністрів УРСР від 21 листопада 1989 року № 287 «Про створення Шевченківського національного заповідника в м. Каневі», заповіднику надано статус національного, підтверджений Указом Президента України «Про національні заклади культури» від 11 жовтня 1994 року № 587/94.

## Сучасність
Заповідник віднесено до сфери управління Міністерства культури і туризму України. Управління здійснює Державна служба з питань національної культурної спадщини.
Заповідник — культурно-освітній, науково-дослідний і туристичний центр, який вивчає і популяризує надбання української національної і світової історико-культурної спадщини, творчість Кобзаря, історію Тарасової (Чернечої) гори, а також здійснює на своїй території охорону пам'яток культури від доісторичних часів до сьогодення, а також природного ландшафту.
Враховуючи всю значимість Тарасової (Чернечої) гори у формуванні духовності нації, розбудови державності і творення української культури та на виконання ряду рішень Кабінету Міністрів України та Указів Президента, 2000 року розпочали широкомасштабну програму розвитку Шевченківського національного заповідника, яка включає заходи з капітального ремонту існуючих музейних споруд з максимальним наближенням будинку музею до первісного задуму архітекторів Василя Кричевського та Петра Костирка, реконструкції під'їзної дороги та інженерних комунікацій, благоустрою території нижнього парку. Цю роботу було завершено 2010 року під орудою архітектора Лариси Скорик, при чому мав місце серйозний відхід від концепції В.Кричевського та П.Костирка.,.
Щороку музеї Шевченківського національного заповідника відвідують понад 100 тисяч туристів з України і десятків зарубіжних країн.

## Генеральні директори
- 1989–2005 — Ліховий Ігор Дмитрович

- 2005–2010 — Піняк Мар'ян Володимирович

- 2010–2011 — Ренькас Ігор Олександрович

- 2011–2013 — Коломієць Василь Васильович

- 2014–2015 — Тулін Василь Іванович

- 2015–2020 — Піняк Мар'ян Володимирович

- 2020[4]–2025[5] — т.в.о. Коваленко Валентина Михайлівна

- 2025 — т.в.о. Кононенко Анатолій Володимирович[6]

## Могила Тараса Шевченка

На Чернечій горі розташовано могилу Тараса Шевченка, над якою із 1939 року височіє бронзовий пам'ятник роботи скульптора Матвія Манізера.

## Музей Т.Г.Шевченка
Приміщення музею Шевченка було збудоване в 1935–1937 роках за проектом Василя Кричевського, якого вважають автором українського архітектурного модерну.
Протягом 2003–2010 рр. будівля музею перебувала на реконструкції. Оновлений музей було урочисто відкрито Президентом України Віктором Януковичем 23 серпня 2010 р. Відреставрований музей отримав неоднозначну оцінку різних фахівців: від повного схвалення до жорсткої критики,.
Музейна колекція Заповідника нараховує понад 20 тисяч унікальних пам'яток, окрасою яких є меморіальні речі та офорти Тараса Шевченка, рідкісні видання його творів, високохудожні твори українських та зарубіжних митців, шедеври народної художньої творчості, цінні архівні документи, фото- і кіноматеріали, аудіо- та відеозаписи знаменитих бандуристів і кобзарів.

## Тарасова світлиця

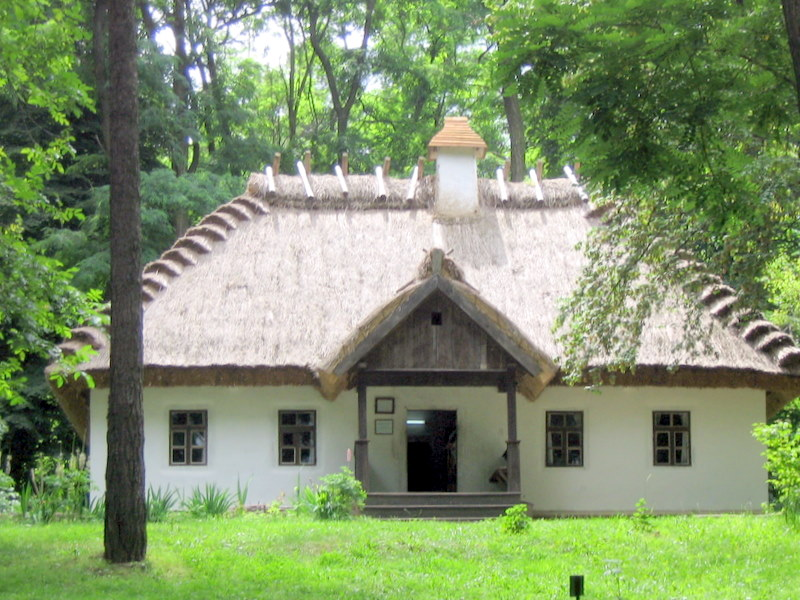
Тарасова світлиця

На території заповідника функціонує перший музей, присвячений життю і творчості Тараса Шевченка — Тарасова світлиця. Народний музей започаткований Василем Гнилосировим наприкінці XIX століття у вигляді шевченківської хати. У 1930-х роках через початок спорудження нової будівлі для музею імені Тараса Шевченка хату, у якій містилась Тарасова світлиця, було вирішено розібрати. Відкриття оновленої Тарасової світлиці відбулося 3 серпня 1991 року. Нову хату було встановлено біля могили Івана Ядловського через неможливість її встановлення на попередньому місці.

## Літературна Канівщина
Розташовано у м. Канів. Музей розпочав свою діяльність 1 травня 2008 року на базі Бібліотеки-музею А. П. Гайдара, яка ввійшла до складу Шевченківського національного заповідника на правах науково-дослідного відділу «Літературна Канівщина» та відділу бібліотеки.

## Канівський музей народного декоративного мистецтва
Розташовано у м. Канів. Музей розпочав свою діяльність 23 квітня 1972 року. Нині — науково-дослідний відділ Шевченківського національного заповідника.

## Канівський історичний музей
Розташовано у м. Канів. Створений у січні 1991 року. З травня 2008 року музей увійшов до складу Шевченківського національного заповідника на правах відділу.

## Галерея

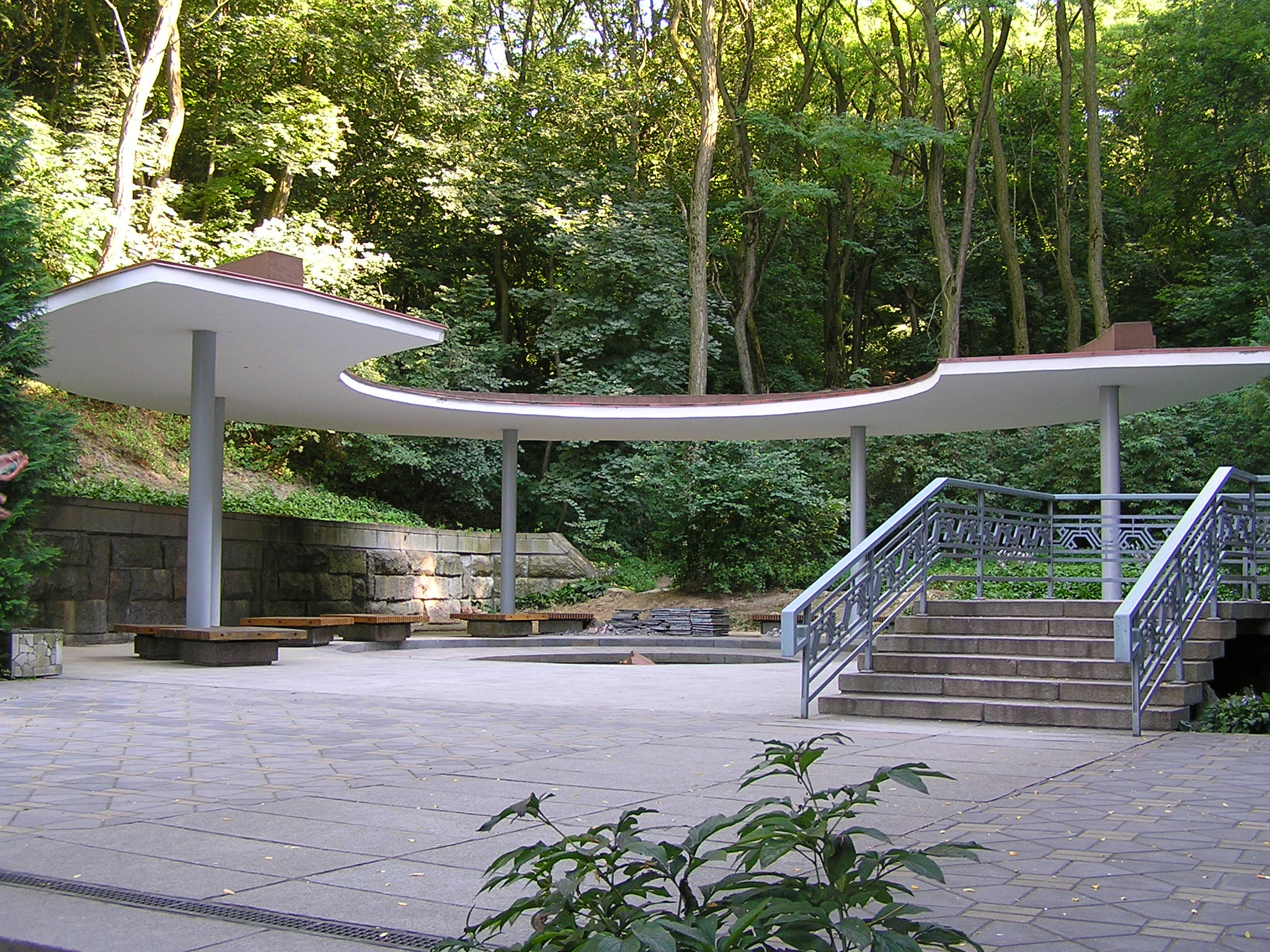
Сходи на Тарасову гору
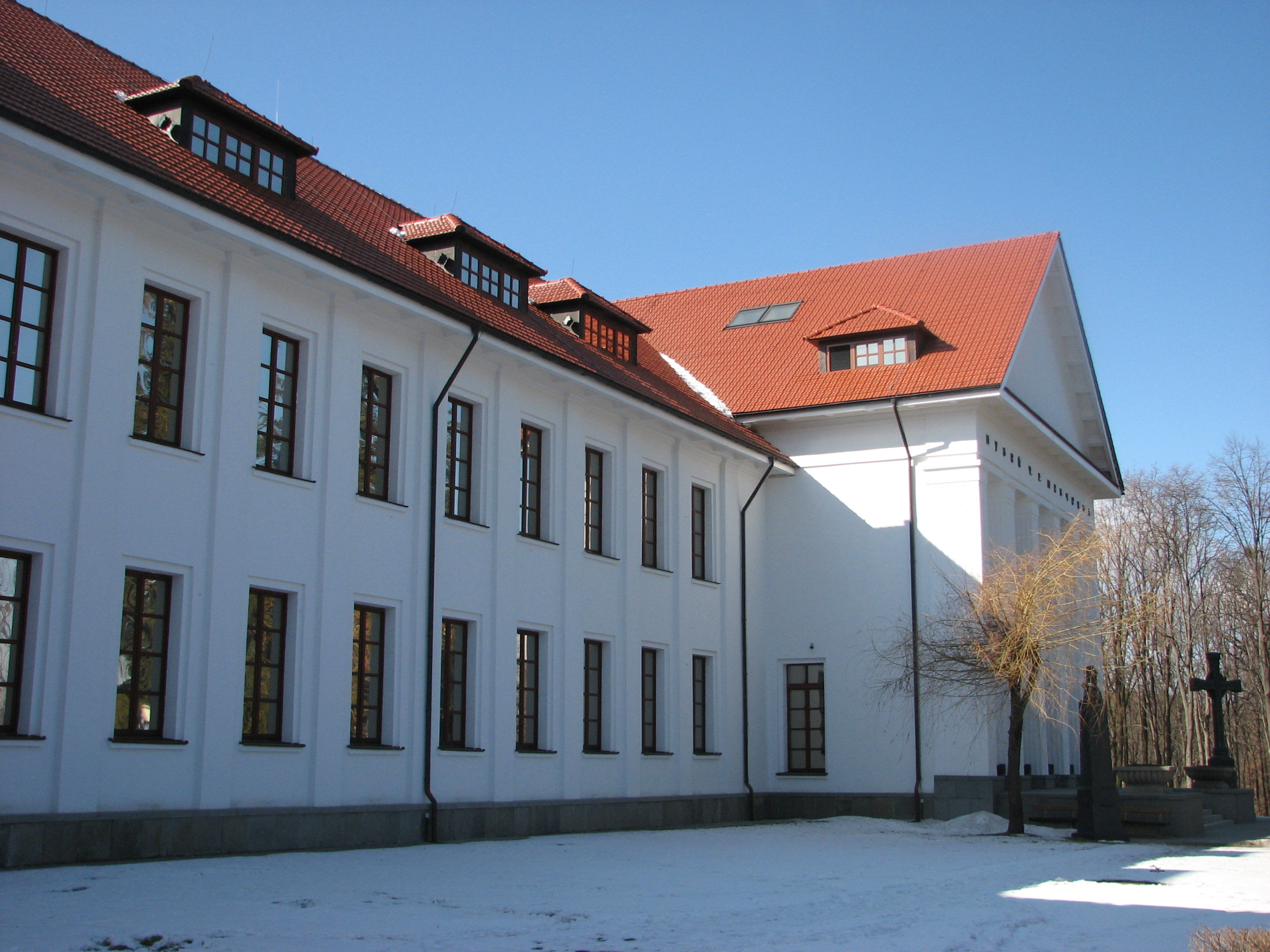
Музей Т. Г. Шевченка
Інтер'єр музею
Пам'ятний знак Олексі Гірнику на території заповідника
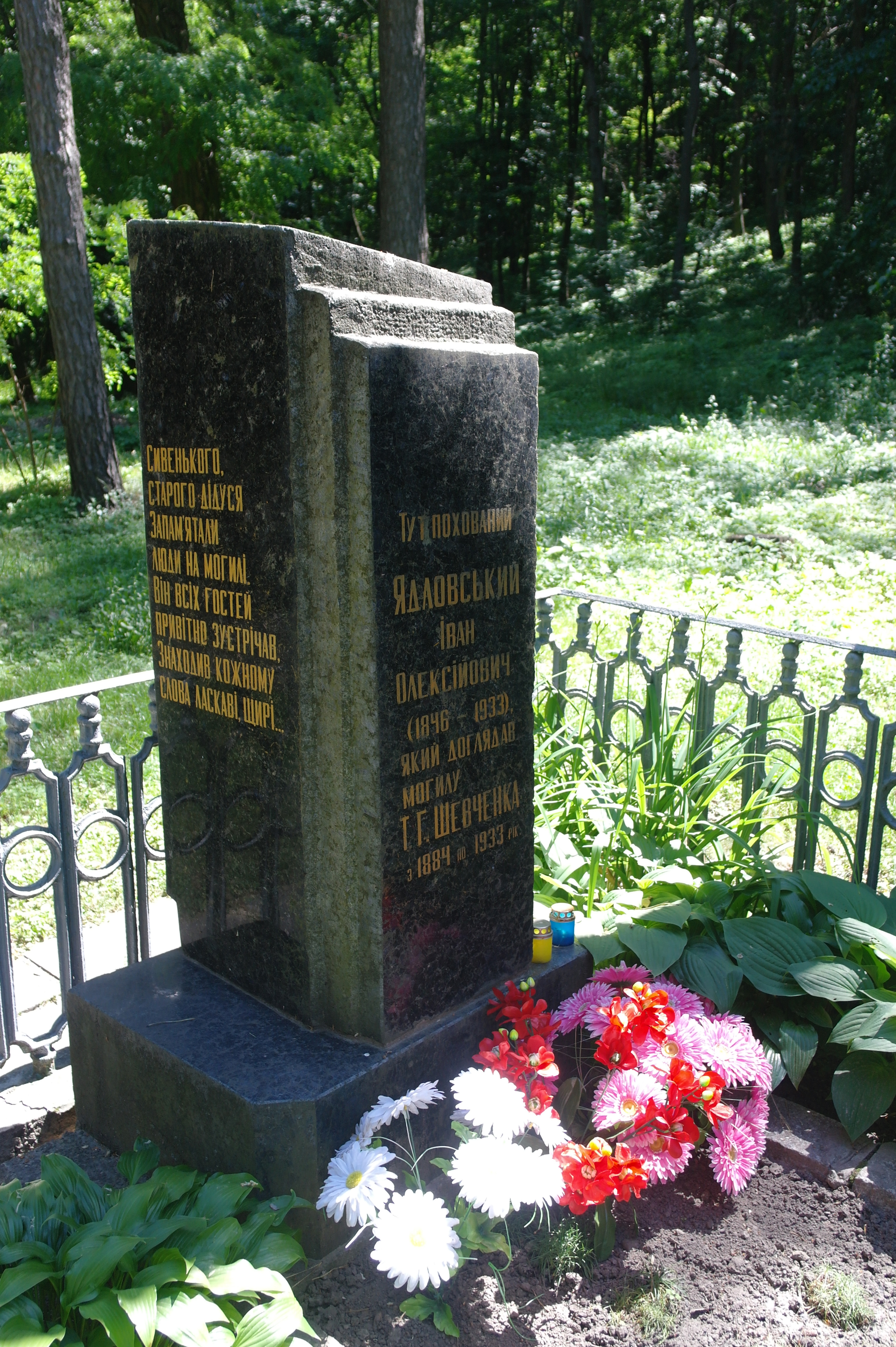
Могила першого доглядача поховання Т. Г. Шевченка - Івана Ядловського

## Наукова робота
При Заповіднику діє наукова бібліотека, фонди якої сформовані із тематичної книгозбірки у 23 тисяч примірників.
На базі Заповідника організовуються і проводяться загальнонаціональні та регіональні наукові конференції за участю відомих діячів науки і культури, міжнародні фестивалі, конкурси.
Наукові дослідження фахівцями заповідника проводяться не лише за пріоритетними науковими темами, що стосуються життя, діяльності Т. Г. Шевченка, але й в інших сферах науки: історії, мовознавства, етнографії, фольклористики. За результатами досліджень здійснено чимало видань, зокрема буклету «Тарасова світлиця», збірника спогадів «Святиня і голодомор», альбому «Свою Україну любіть…».